# Station Lewice
Station Lewice is een spoorwegstation in de Poolse plaats Lewice.